# ブカヴ
ブカヴ（Bukavu、[boukavou]）はコンゴ民主共和国東部の都市。南キヴ州の法令上の州都。海抜1500mの高原に位置し、穏やかな気候である。キヴ湖の東南岸に位置し、ルジジ川をはさんでルワンダのチャンググの町と接している。人口は約245000人であり、他に25万人以上がブカヴ都市圏に在住している。

## 気候
ケッペンの気候区分においてブカヴは、サバナ気候 (Aw)に属する。
| ブカヴの気候                        | ブカヴの気候 | ブカヴの気候 | ブカヴの気候 | ブカヴの気候 | ブカヴの気候 | ブカヴの気候 | ブカヴの気候 | ブカヴの気候 | ブカヴの気候 | ブカヴの気候 | ブカヴの気候 | ブカヴの気候 | ブカヴの気候  |
| 月                                  | 1月          | 2月          | 3月          | 4月          | 5月          | 6月          | 7月          | 8月          | 9月          | 10月         | 11月         | 12月         | 年            |
| ----------------------------------- | ------------ | ------------ | ------------ | ------------ | ------------ | ------------ | ------------ | ------------ | ------------ | ------------ | ------------ | ------------ | ------------- |
| 平均最高気温 °C （°F）              | 25 (77)      | 25.1 (77.2)  | 25.1 (77.2)  | 24.6 (76.3)  | 24.7 (76.5)  | 25 (77)      | 25.7 (78.3)  | 26.8 (80.2)  | 26.6 (79.9)  | 25.6 (78.1)  | 25 (77)      | 24.8 (76.6)  | 25.33 (77.61) |
| 日平均気温 °C （°F）                | 19.8 (67.6)  | 19.9 (67.8)  | 19.9 (67.8)  | 19.6 (67.3)  | 19.9 (67.8)  | 19.6 (67.3)  | 19.5 (67.1)  | 20.4 (68.7)  | 20.5 (68.9)  | 20.1 (68.2)  | 19.8 (67.6)  | 19.7 (67.5)  | 19.89 (67.8)  |
| 平均最低気温 °C （°F）              | 14.7 (58.5)  | 14.7 (58.5)  | 14.7 (58.5)  | 14.7 (58.5)  | 15.1 (59.2)  | 14.2 (57.6)  | 13.4 (56.1)  | 14 (57)      | 14.5 (58.1)  | 14.7 (58.5)  | 14.6 (58.3)  | 14.6 (58.3)  | 14.49 (58.09) |
| 降水量 mm （inch）                  | 135 (5.31)   | 137 (5.39)   | 170 (6.69)   | 165 (6.5)    | 103 (4.06)   | 34 (1.34)    | 17 (0.67)    | 52 (2.05)    | 110 (4.33)   | 151 (5.94)   | 172 (6.77)   | 145 (5.71)   | 1,391 (54.76) |
| 出典：Climate-Data.org, 標高: 1490m |              |              |              |              |              |              |              |              |              |              |              |              |               |

## 歴史
ブカヴは1901年に、ベルギーの植民者の手によって、コステルマンヴィル（仏: Costermansville）・コステルマンススタット（蘭: Costermansstad）という名で建設された。1922年にこの地方の主都となり、1953年に現市名となった。
ルワンダ紛争の際は、隣接するルワンダから大量の難民が流入し、フツ族の難民キャンプが建てられた。しかしフツ族系ゲリラがルワンダ侵攻を繰り返したため、ツチ族系のルワンダ政府は反政府ゲリラのコンゴ・ザイール解放民主勢力連合 (AFDL)を支援し、ブカヴもAFDLの支配下に置かれた。その後、政権を取ったAFDLが反ルワンダの姿勢をとったため、ルワンダはバニャムレンゲ系の反政府組織コンゴ民主連合（RCD）を支援し、ブカヴはRCDの手に落ちた。その後、2003年にはいったん和平が成立しブカヴは政府の手に戻ったものの、2004年にはRCDのローラン・ンクンダが再び政府から離反し、2004年5月にブカヴは再度RCDの手に落ちた。
2025年2月16日、3月23日運動(M23)を含むコンゴ川同盟はブカヴを支配下に置いたと宣言した。州知事らはウビラへ避難した。

## 経済
穏やかな気候と美しい景観に恵まれ、観光地として期待されていたが、コンゴ及びルワンダの政情不安により、観光業の成長は絶望的な状態である。国境の町であり、コンゴ民主共和国の玄関口ともなっているが、ゴマ (コンゴ)やキサンガニへと続く道路は相次ぐ内戦でほぼ崩壊している。

## 出身有名人
- ムエゼ・ンガングラ - 映画監督
- デニス・ムクウェゲ - 産婦人科医、2018年ノーベル平和賞受賞者